# Solar Maximum Mission

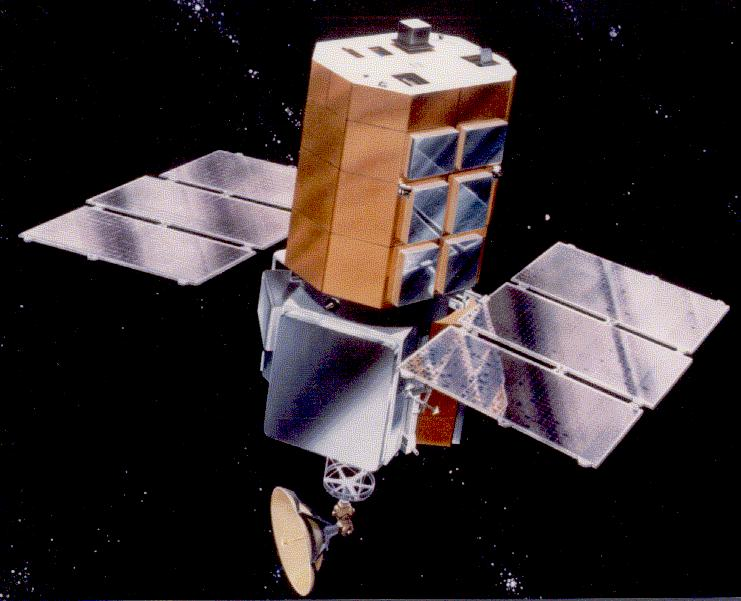
Solar Maximum Mission.

O Solar Maximum Mission foi um satélite artificial da NASA designado para investigar fenômenos do Sol, em especial, erupções solares. Foi lançado em 14 de fevereiro de 1980 e desativado em 2 de dezembro de 1989.